# Красноуральськ (Новоорський район)
Красноура́льськ (рос. Красноуральск) — село у складі Новорського району Оренбурзької області, Росія.

## Населення
Населення — 293 особи (2010; 347 у 2002).
Національний склад (станом на 2002 рік):
- росіяни — 61 %